# Neuracanthus
Neuracanthus es un género de plantas herbáceas perteneciente a la familia Acanthaceae. Se encuentra en Sudamérica.

## Taxonomía
El género fue descrito por  Christian Gottfried Daniel Nees von Esenbeck y publicado en Plantae Asiaticae Rariores 3: 76, 97. 1832. La especie tipo es: Neuracanthus tetragonostachyus Nees.

## Especies
- Neuracanthus africanus S. Moore
- Neuracanthus brachystachyus Benoist
- Neuracanthus decorus S.Moore
- Neuracanthus gracilior S.Moore
- Neuracanthus richardianus (Nees) Boivin ex Benoist
- Neuracanthus scaber S.Moore